# Experiência de quase-morte
O termo experiência de quase-morte (ou EQM) refere-se a um conjunto de visões e sensações frequentemente associadas a situações de morte iminente, sendo as mais divulgadas a projeção da consciência (também chamada de "projeção astral", "experiência fora do corpo", "desdobramento espiritual", "emancipação da alma", etc.), a "sensação de serenidade" e a "experiência do túnel". Esses fenômenos são normalmente relatados após o indivíduo ter sido pronunciado clinicamente morto ou muito perto da morte, daí a denominação "EQM". O termo "experiência de quase morte" (em francês, "expérience de mort imminente"), foi proposto pelo psicólogo e epistemólogo francês Victor Egger em 1896 em "Le moi des mourants" como resultado das discussões no final século XIX entre filósofos e psicólogos, relativamente às histórias de escaladores sobre a revisão panorâmica da vida durante quedas. O interesse popular pelas EQMs se iniciou devido principalmente ao trabalho do psiquiatra e parapsicólogo norte-americano Raymond Moody em seu best seller Vida Depois da Vida (1975).
Objeto de estudo da psicologia anomalística e da neurociência, não há consenso científico que explique de forma definitiva as alegações deste fenômeno, nem sobre suas causas e significados.
Parapsicólogos e espiritualistas interpretam estas experiências como supostas provas ou evidências do dualismo mente-cérebro e da vida após a morte. Por outro lado, médicos e cientistas apontam as EQMs como tendo características de alucinações que, durante o estado de coma ou perda de consciência profunda, surgem sob determinadas condições de stress físico e neurológico, sendo esta a explicação cientificamente mais aceita até o momento.
Em 1978 foi fundada a International Association for Near-Death Studies (Associação Internacional de Estudos do Quase-Morte) nos EUA. A associação e a maior parte da literatura científica sobre o tema utilizam a "near-death experience scale" ("escala de experiência de quase morte"), método criado pelo psiquiatra e parapsicólogo Bruce Greyson para determinar as EQMs legítimas.
Em 1982, uma pesquisa do Instituto Gallup apontou que cerca de 8 milhões de norte-americanos já tinham passado pela experiência de quase morte. Até 2005, haviam sido documentadas menções a EQM em 95% das culturas do mundo. Um dos mais antigos registros de EQM está contido na obra "A República" (Livro X) de Platão.

## Descrição

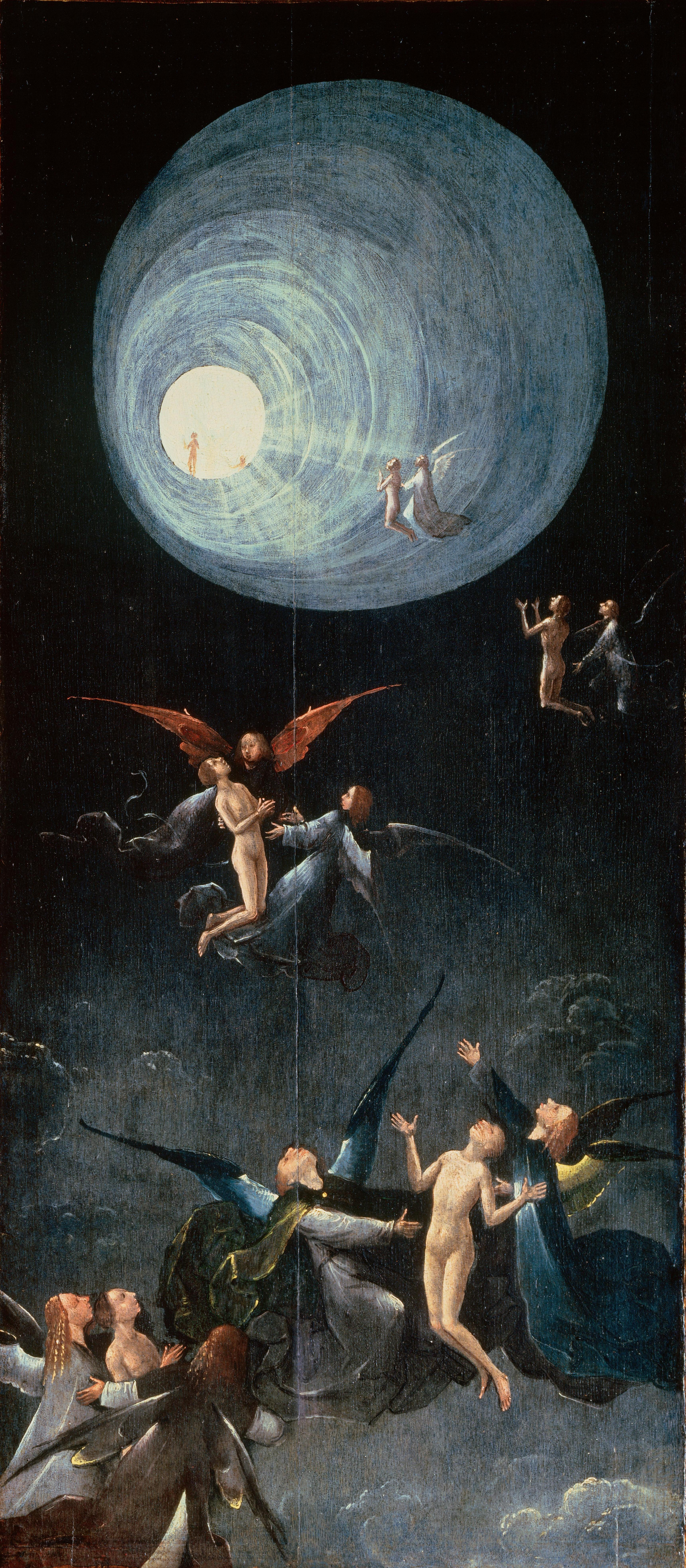
A tela "Ascensão dos abençoados" (1490) de Bosch é associada por pesquisadores de experiências de quase morte a alguns aspectos recorrentes em EQM.

As pessoas que viveram o fenômeno relatam, geralmente, uma série de experiências comuns, descritas nos estudos de Elizabeth Kubler-Ross (1967) e Raymond Moody (1975), tais como:
- um sentimento de paz interior;
- a sensação de flutuar acima do seu corpo físico;
- a impressão de estar em um segundo corpo, distinto do corpo físico;
- a percepção da presença de pessoas à sua volta;
- a visão de seres espirituais;
- visão de 360º;
- sensação de que o tempo passa mais rápido ou mais devagar;
- ampliação de vários sentidos;
- a sensação de viajar através de um túnel intensamente iluminado no fundo ("experiência do túnel").

Nesse espaço, a pessoa que vive a EQM percebe a presença do que a maioria descreve como um "ser de luz", embora seu significado possa variar conforme os arquétipos culturais, a filosofia ou a religião pessoal. O portal entre essas duas dimensões é também descrito como a fronteira entre a vida e a morte. Por vezes, alguns pacientes que viveram essa experiência relatam que tiveram de decidir se queriam ou não regressar à vida física. Muitas vezes falam de um campo, uma porta, uma sebe ou um lago, como uma espécie de barreira que, se atravessada, implicaria não regressarem ao seu corpo físico.
Algumas EQMs são descritas como angustiantes, como foi analisado profundamente por Bruce Greyson e Nancy Evans Bush.
Com a multiplicação de referências a acontecimentos comparáveis à experiência de quase morte, iniciou-se uma nova corrente, em que diversos pesquisadores de todo o mundo deram início à discussão e à análise do fenômeno de forma mais aberta. Grupos da comunidade médica passaram a olhar para a morte e a sobrevivência da consciência sob uma nova perspectiva, como ocorre, por exemplo, na Associação Internacional de Estudos de Quase Morte, no Departamento de Psiquiatria e Ciências Neurocomportamentais da Universidade da Virginia e na Associação Brasileira de Medicina Psicossomática. Enquanto existem observadores que atribuem esse fenômeno a experiências espirituais, outros recorrem a teorias como alucinação, memória genética ou a simbolização do nascimento biológico.

## Mudanças psicológicas e comportamentais
Após a experiência de quase morte, muitas pessoas declaram terem alterado seus pontos de vista em relação ao mundo e às outras pessoas. As mudanças comportamentais geralmente são significativamente positivas, e o principal fator para a mudança é a perda do medo da morte (tanatofobia). Em geral, a pessoa diz enxergar o mundo de maneira mais vívida, ser inundada por sentimentos de bondade e amor ao próximo, ter vontade de ajudar os necessitados, sentir abertura a uma forma de religiosidade, aceitar-se mais e aceitar mais os outros, perder o sentido de importância do ego e se preocupar menos com as opiniões dos outros. Essas pessoas alegam que passaram a valorizar mais as suas vidas e as dos outros, reavaliaram os seus valores, a ética e as prioridades habituais e tornaram-se mais serenas e confiantes.

## Investigação científica
Até por volta da década de 60, este fenômeno costumava ser considerado pela ciência estrita como um assunto vulgar, fruto de lendas, crendice popular ou religiosidade. No entanto, na década de 1970, pesquisas como a do médico Raymond Moody e a da médica Elizabeth Kubler-Ross, principalmente após a publicação dos best-sellers Vida Depois da Vida e Sobre a Morte e o Morrer, respectivamente, levaram ao início de uma corrente de pesquisas em todo o mundo sobre o fenômeno. Mesmo com tanto interesse e a presença de numerosos relatos anedóticos, ainda não há qualquer comprovação científica sobre a realidade das experiências de quase-morte. Entre os cientistas que pesquisam o assunto, em geral há os que interpretam as experiências como reações do cérebro (visão monista) e há os que interpretam tais experiências como prova ou evidência de que a consciência não é produzida pelo cérebro (posição dualista); e de que existe vida após a morte.
Muitos pesquisadores, como a psicóloga Susan Blackmore e o anestesiologista Lakhmir Chawla, acreditam na teoria de que as EQMs são alucinações complexas causadas pela falta de oxigênio no cérebro durante a etapa final do processo de morte. No entanto, muitos outros pesquisadores, como os psiquiatras Raymond Moody e Bruce Greyson, discordam das teorias materialistas e defendem teorias que interpretam as experiências como evidências de que a consciência do ser humano existe independentemente do cérebro, argumentando principalmente que muitas pessoas demonstram percepções extrassensoriais com precisão em seus relatos de EQM (como por exemplo o famoso caso de EQM da cantora Pam Reynolds) e que não há sinais de funções mentais prejudicadas nas situações clínicas em que as EQMs ocorrem.
O físico Sir Roger Penrose e o anestesiologista Stuart Hameroff, baseados na teoria desenvolvida e denominada por eles como orchestrated objective reduction, defendem que em EQM a "alma quântica" deixa o sistema nervoso e re-entra no cosmos. Segundo Hameroff, "é possível que a informação quântica que constitui a consciência possa mudar para planos mais profundos e continue a existir puramente na geometria do espaço-tempo, fora do cérebro, distribuída não-localmente", como uma "alma quântica" à parte do corpo.

Um dos primeiros estudos clínicos sobre experiências de quase morte em pacientes em estado de parada cardíaca foi feito pelo cardiologista holandês Pim van Lommel e sua equipe médica, tendo sido publicado em 2001 pela revista científica Lancet. De acordo com o cardiologista, dos 344 pacientes estudados que foram reanimados com sucesso depois de sofrerem parada cardíaca, 62 (18%) tiveram EQMs e lembraram com detalhes as condições que passaram quando estavam clinicamente mortos. Na conclusão de Lommel, nossa consciência existe independentemente do cérebro; este sendo um veículo físico de expressão da consciência mas não o produtor da mesma.
O maior estudo já realizado sobre o tema foi liderado pelo médico intensivista britânico Sam Parnia e efetuado entre 2008 e 2014, período em que Parnia e outros cientistas da Universidade de Southampton examinaram mais de duas mil pessoas que sofreram paradas cardíacas em 15 hospitais no Reino Unido, Estados Unidos e Áustria. O estudo concluiu que a consciência humana permanece por ao menos três minutos após o óbito biológico.
Entre os relatos intrigantes descritos por Raymoond Moody em sua obra, encontra-se esse no livro A Luz do Além (1988): "Em Long Island, uma mulher de setenta anos cega desde os dezoito, foi capaz de descrever, com detalhes vívidos, o que aconteceu, enquanto os médicos tentavam ressuscitá-la de um ataque do coração. Ela conseguiu dar uma boa descrição dos instrumentos que foram utilizados, e até mesmo de suas cores. E o mais surpreendente para mim é que a maioria daqueles instrumentos sequer fora concebida na época em que ela ainda podia ver, havia cerca de cinquenta anos. Além de tudo isso, ela ainda disse ao médico que ele usava um jaleco azul quando começou a ressuscitá-la".
Porém, mesmo diante de relatos que para muitos são surpreendentes, a visão monista, a de que alterações funcionais e químicas no cérebro são as responsáveis pelas experiências de quase morte, ao menos até o momento é a cientificamente suportada; em virtude primeiro da ausência factual científica necessária ao suporte da visão dualista como científica; e em segundo devido a considerações levantadas quanto se busca definir de forma rigorosa o que é "consciência"; sobretudo diante da perspectiva dos avanços em biotecnologia, onde a possibilidade de se construir uma máquina com consciência não pode ser mais tratada como mera ficção científica.
Os avanços das técnicas de mapeamento cerebral e de mecanismos excitatórios cerebrais invasivos e não invasivos contribuíram significativamente para a compreensão científica da experiência de quase morte. A exemplo, o estímulo direto dos lobos temporais pode induzir a sensação de uma presença invisível ou "divina"; e um capacete construído pelo médico Michal Persinger e por ele denominado "capacete de Deus" induz experiências "espirituais" em 80% daqueles que o experimentam. Modificações induzidas no funcionamento dos lobos parietais simulam experiências extrassensoriais, entre elas corporificações e a sensação de se "sair do corpo".
Em experimentos realizados em aceleradores centrípetos, que visam a compreender as reações psicofisiológicas humanas em presença de enormes acelerações, após momentaneamente desmaiarem dadas a incapacidade circulatória e oxigenação inadequada do cérebro, as pessoas submetidas ao teste relatam quase sempre alucinações análogas às apresentadas pelas pessoas que passaram por experiências de quase morte, incluso a experiência de se ver fora do corpo; muito embora, nesses experimentos controlados, as pessoas em testes sejam seguramente mantidas longe do limite entre a vida e a morte.

## Filmes relacionados à Experiência de quase morte
- Resurrection (br:Ressurreição) - 1980
- Brainstorm (br:Projeto Brainstorm) - 1983
- The Quiet Earth (br:Terra Tranquila) - 1985
- Life After Dead (br:Vida Depois da Morte) - 1989
- Flatliners (br:Linha Mortal) - 1990
- Saved by the Light (br:Salvo pela Luz) - 1995
- Dragonfly (br:O Mistério da Libélula) - 2002
- Just Like Heaven (br:E Se Fosse Verdade...) - 2005
- The Invisible (br:O Invisível) - 2006
- Enter the Void (br:Viagem Alucinante) - 2009
- Funny People (br:Tá Rindo do Quê?) - 2009
- Charlie St. Cloud (br:A Morte e Vida de Charlie) - 2010
- Hereafter (br:Além da Vida) - 2011
- If I Stay (br:Se Eu Ficar) - 2014
- The Age of Adeline (br:A incrível vida de Adaline) - 2015
- Proof (br:Prova/série de TV) - 2015
- The OA (br:The OA/série Original Netflix) - 2016